# Heerlijkheid Freudenburg

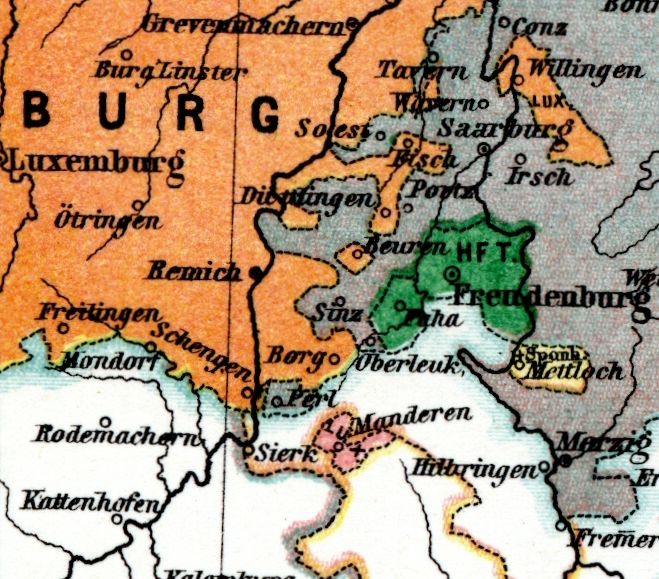
Heerlijkheid Freudenburg

Freudenburg was een heerlijkheid binnen het Heilige Roomse Rijk. De heerlijkheid was niet bij een kreits ingedeeld.
De burchten Freudenburg, Freudenstein en Freudenkoppe behoorden tot een uitgebreide verdedigingslinie, die koning Jan van Bohemen, tevens graaf van Luxemburg, omstreeks 1340 bouwde tussen Trier en Luxemburg. De verdediging was gericht tegen de expansiepolitiek van keurvorst Boudewijn van Trier. Keurvorst Boudewijn maakte bezwaar tegen deze linie bij Karel IV, de zoon en opvolger van koning Jan. Karel droeg daarop de burchten in 1346 over aan de keurvorst onder voorbehoud van de Luxemburgse rechten.
Na de dood van keizer Karel IV en keurvorst Boudewijn speelde de eigendomskwestie opnieuw. In 1358 werd besloten dat Freudenberg gemeenschappelijk bezit van het hertogdom Luxemburg en het keurvorstendom Trier zou zijn. In 1439 beleende de keurvorst van Trier samen met de hertogin van Luxemburg een neef van de keurvorst, Arnold van Sierck met het erfelijk burggravenambt van Freudenburg en Freudenkoppe. De heren van Sierck werden in het burggraafschap beërfd door de graven van Sayn. In 1589 werd Freudenburg verkocht aan de rijksabdij Sankt Maximin bij Trier. Tijdens een geschil tussen het keurvorstendom Trier en de abdij St. Maximin werd de burcht in 1646 door Trier bezet en verwoest. 
In 1797 werd de heerlijkheid door Frankrijk bezet en ingelijfd. Het Congres van Wenen voegde het gebied in 1815 bij het koninkrijk Pruisen.